# Ectropothecium ohosimense
Ectropothecium ohosimense är en bladmossart som beskrevs av Jules Cardot och Thériot 1908. Ectropothecium ohosimense ingår i släktet Ectropothecium och familjen Hypnaceae. Inga underarter finns listade i Catalogue of Life.